# سيندي نيكولاس
سيندي نيكولاس (بالإنجليزية: Cindy Nicholas)‏‏ (20 أغسطس 1957 في تورونتو - 19 مايو 2016 ) سياسية من كندا.

## التعليم
تعلمت سيندي نيكولاس في:
- جامعة تورنتو